# Reginald Moreels
Réginald Gilbert Marie Moreels (ur. 4 grudnia 1949 w Gandawie) – belgijski lekarz, działacz społeczny i polityk, senator, w 1999 minister.

## Życiorys
Ukończył studia medyczne na Uniwersytecie Gandawskim, uzyskał też w Brukseli magisterium ze stosunków międzynarodowych. Podjął praktykę zawodową jako chirurg. Zaangażował się w działalność Lekarzy bez Granic. Od 1984 wchodził w skład władz tej organizacji. Był współzałożycielem jej belgijskiego oddziału i jego przewodniczącym w latach 1986–1994. Zaangażowany również w działalność społeczną w Ostendzie.
Podjął także działalność polityczną w ramach Chrześcijańskiej Partii Ludowej (przekształconej później w partię Chrześcijańscy Demokraci i Flamandowie). W 1995 został członkiem Senatu, w tym samym roku objął stanowisko sekretarze stanu do spraw współpracy na rzecz rozwoju, które zajmował do 1999. Od czerwca do lipca 1999 sprawował urząd ministra współpracy na rzecz rozwoju w końcowym okresie rządu, którym kierował Jean-Luc Dehaene. W latach 1999–2001 ponownie wchodził w skład izby wyższej federalnego parlamentu.
W międzyczasie opuścił chadeków, dołączył do partii Nieuwe Christen-Democraten, którą utworzył Johan Van Hecke. Wraz z nią przyłączył się następnie do ugrupowania Open Vlaamse Liberalen en Democraten. Po odejściu z parlamentu pracował jako inspektor zdrowia w prowincji Brabancja Flamandzka. Po kilku latach powrócił do flamandzkich chadeków.
Komandor Orderu Leopolda II (2003).